# Chaos A.D.
| 전문가 평가          | 전문가 평가 |
| 평가 점수            | 평가 점수   |
| 출처                 | 점수        |
| -------------------- | ----------- |
| AllMusic             | [ 4 ]       |
| Entertainment Weekly | B+          |
| NME                  | (6/10)      |
| Q                    | [ 5 ]       |
| Rolling Stone        | [ 6 ]       |

《Chaos A.D.》는 로드러너 레코드가 1993년에 발매한 브라질의 헤비 메탈 밴드 세풀투라의 다섯 번째 스튜디오 음반이다. 이 음반은 새로운 그루브 메탈 사운드를 특징으로 하여 밴드의 초기 스래시 메탈 스타일에서 스타일적으로 벗어났다. 《Chaos A.D.》는 또한 1984년부터 밴드와 라이브로 연주한 후 베이스로 파울로 주니어가 참여한 최초의 음반일 뿐만 아니라 북미 배급을 위해 발매된 에픽 레코드의 세풀투라의 유일한 음반이기도 하다.

## 제작
밴드는 아방가르드 재즈 작곡가 존 존과 인더스트리얼 메탈 개척자 미너스트리의 알 주르겐센을 포함한 많은 프로듀서들을 고려했다. 그들은 궁극적으로 이전에 《Arise》를 섞었던 앤디 월리스를 선택했다. 세풀투라는 고립을 원했고, 앤디 월리스는 사우스 웨일스에 위치한 록필드 스튜디오를 제안했다. 녹음 세션은 세풀투라가 3인조가 아닌 4인조로 녹음한 첫 번째 사례로, 안드레아스 키세르는 이전 세 음반에서 베이스와 기타를 모두 담당했고, 《Chaos A.D.》는 1984년에 합류한 이후로 밴드와 라이브로 연주해온 파울로 주니어를 포함한 첫 번째 음반이었다.

## 테마
〈Refuse/Resist〉의 가사는 "거리의 탱크, 경찰과 대치하고, 민중에게 피를 흘리며"를 언급했다. 코러스("거부! 저항하라!(Refuse! Resist!)")는 시위 행진 구호와 유사하며, 싱글로 발매되었을 때, 한국 학생이 화염병을 들고 서울의 전경 부대를 향해 돌진하는 사진이 등장했다. 다음 곡인 〈Territory〉는 팔레스타인과 이스라엘 사람들 사이의 갈등을 다뤘다. 바이오해저드의 베이시스트 에반 사인펠드가 공동 작사한 〈Slave New World〉는 검열에 대한 항의였다.

## 곡 목록
모든 곡들은 특별한 언급이 없는 한 세풀투라에 의해 작사/작곡하였다.
| #   | 제목                             | 작사·작곡                  | 재생 시간 |
| --- | -------------------------------- | -------------------------- | --------- |
| 1.  | 〈Refuse/Resist〉                |                            | 3:20      |
| 2.  | 〈Territory〉                    |                            | 4:47      |
| 3.  | 〈Slave New World〉              | 세풀투라, 에반 사인펠드    | 2:55      |
| 4.  | 〈Amen〉                         |                            | 4:27      |
| 5.  | 〈Kaiowas (기악)〉               |                            | 3:43      |
| 6.  | 〈Propaganda〉                   |                            | 3:33      |
| 7.  | 〈Biotech Is Godzilla〉          | 세풀투라, 젤로 비아프라    | 1:52      |
| 8.  | 〈Nomad〉                        |                            | 4:59      |
| 9.  | 〈We Who Are Not as Others〉     |                            | 3:42      |
| 10. | 〈Manifest〉                     |                            | 4:49      |
| 11. | 〈The Hunt (뉴 모델 아미 커버)〉 | 저스틴 설리번, 로버트 히튼 | 3:59      |
| 12. | 〈Clenched Fist〉                |                            | 4:58      |

## 인증
| 국가                       | 인증 | 판매량/출하량 |
| -------------------------- | ---- | ------------- |
| 오스트레일리아 (ARIA)      | 골드 | 35,000^       |
| 네덜란드 (NVPI)            | 골드 | 50,000^       |
| 영국 (BPI)                 | 골드 | 100,000^      |
| 미국 (RIAA)                | 골드 | 500,000^      |
| ^출하량을 기반으로 한 인증 |      |               |